# 卡拉雷聯體育會
卡拉雷聯體育會（西班牙語：Unión La Calera），是智利的一家職業足球會，位於拉卡萊拉，現時於智甲聯賽作賽，他們的主要宿敵是聖路易斯。球會於1954年1月26日成立，是迪方、明拿斯拿維奧、干多、施文圖美倫及卡拉雷商業這5支球會合併而成。

## 外部連結
- Club Website （西班牙文）
- AguanteCalera.cl Fans Site - Unofficial （西班牙文）